# Красин, Герман Борисович
Герман Борисович Красин (1871—1947) — русский и советский инженер-электрик и архитектор. Член-корреспондент Академии архитектуры СССР (1941), доктор технических наук (1942, без защиты диссертации). Младший брат Л. Б. Красина.

## Биография

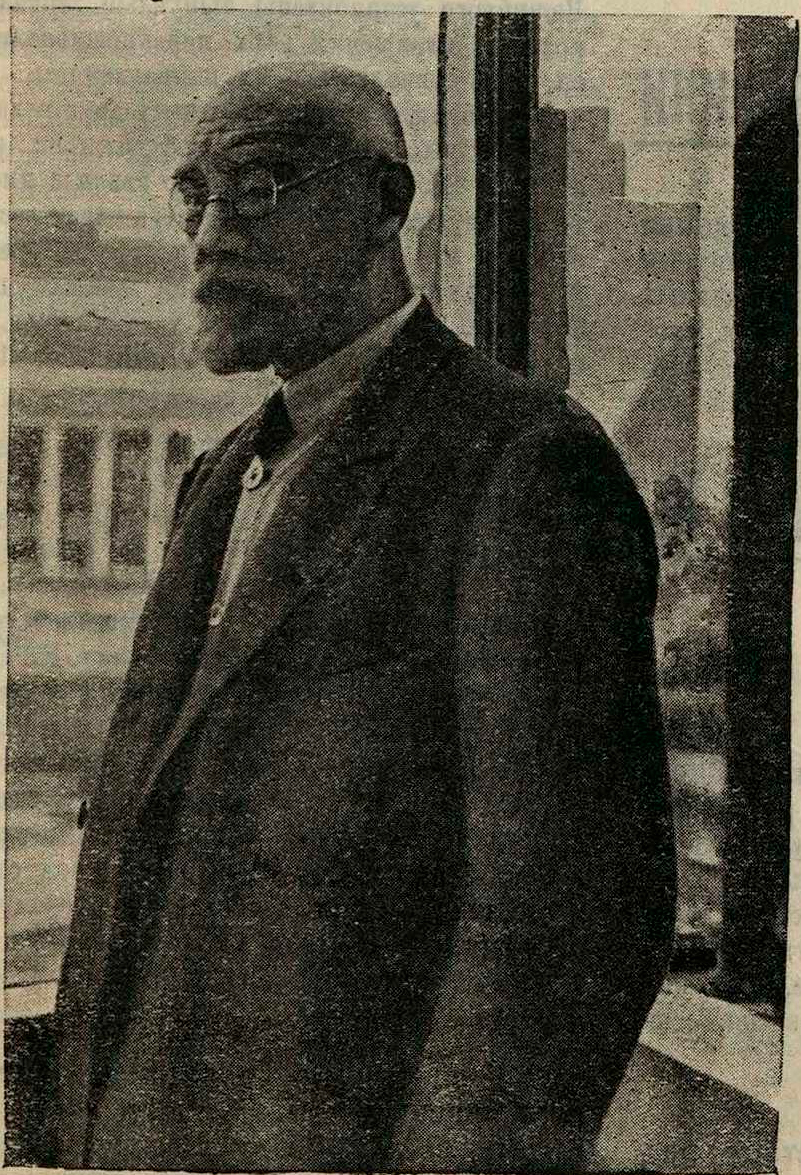
Герман Борисович Красин

Герман Красин родился 19 сентября (1 октября)  1871 года в селе Мостовское Тобольской губернии в семье полицейского чиновника. В 1888—1895 годах учился в Санкт-Петербургском технологическом институте. Занимался нелегальной деятельностью, за что его дважды исключали из института и высылали в Казань и Нижний Новгород.
С 1906 года служил управляющим Богословской железной дороги в Пермской губернии. В 1907 году был уволен с запретом занимать должности на государственной службе в связи с преднамеренным невыполнением приказа о торжественной встрече царского поезда. В том же году переехал в Санкт-Петербург, где совместно с инженером В. С. Королёвым организовал «Контору инженерных работ и изобретений». В 1910 году переехал в Москву, где организовал похожую контору, которая занималась строительством элеваторов, железнодорожных виадуков и других сооружений. В 1912 году выполнил несколько заказов для торфяной электростанции «Электропередача» вблизи города Богородска (ныне Ногинск).
В 1914—1920 годах попеременно работал в Москве и Санкт-Петербурге. В 1919—1920 годах — заместитель председателя Электротреста. В 1920—1926 годах — начальник управления Шатурстроя и управления «Торфотехника» в Научно-экспериментальном торфяном институте. Работал над усовершенствованием машинной добычи торфа.
С середины 1920-х занимался городским строительством. В 1925 году занимал должность технического руководителя жилищного строительства Моссовета. В 1925—1926 годах — начальник строительства здания Госбанка СССР на Неглинной улице. В 1926—1930 годах — заместитель председателя жилищно-строительного комитета Моссовета. Был инициатором создания Государственного института сооружений при ВСНХ, возглавлял его в 1926—1930 годах. В 1931—1936 годах — председатель Научно-технического совета Наркомата коммунхоза РСФСР. В 1931—1937 годах — заместитель начальника строительства Дворца Советов.
Г. Б. Красин был занимался разработкой удешевлённых конструкций для строительства зданий. В 1927 году стал инициатором метода крупноблочного строительства. Предложил идею многоуровневых транспортных развязок на пересечении улиц. Был противником конструктивизма.
Жил в Москве по адресу: Новинский бульвар, дом 4. Умер в 1947 году. Похоронен на Новодевичьем кладбище (участок 3).